# کامباین (تگزاس)
کامباین، تگزاس(به انگلیسی: Combine, Texas) شهری در ایالت تگزاس از ایالات جنوبی ایالات متحده آمریکا است. در سرشماری سال ۲۰۰۰، جمعیت این شهر ۱۷۸۸ نفر اعلام شد.